# Малая Мотолоша
Малая Мотолоша — деревня в Молоковском районе Тверской области.

## География
Находится в восточной части Тверской области на расстоянии приблизительно 7 км по прямой на запад-юго-запад от районного центра поселка Молоково на левом берегу речки Милеча.

## История
Деревня была отмечена еще на карте Менде (состояние местности на 1848 год). В 1859 году здесь (деревня Бежецкого уезда Тверской губернии) было учтено 9 дворов. До 2021 года входила в Молоковское сельское поселение до его упразднения.

## Население
Численность населения: 90 человек (1859 год), 5 (русские 100 %) в 2002 году, 1 в 2010.